# Micerino e la moglie Khamerer-Nebti
Micerino e la moglie Khamerer-Nebti è un gruppo scultoreo di autore ignoto, realizzato nel 2520 a.C. circa e conservato presso il Museum of Fine Arts di Boston.

## Descrizione
Questa coppia scultorea ritrae il faraone Micerino con la consorte Khamerernebti II e mostra la simbologia tipica della statuaria egizia.
Il sovrano è ritratto in maniera rigida, vista la visione frontale del busto e la posizione stante, in cui il movimento è dato solo dalla gamba sinistra avanzata. Le braccia sono distese e immobili lungo i fianchi, mentre le mani impugnano duramente gli scettri che simboleggiano il potere del monarca. La testa, eretta, è coperta dal nemès, in una figura che, nel complesso, è un misto di eroismo e virilità.
La regina, di corporatura minuta, è ritratta anch'essa in posa stante, leggermente dietro il marito e con i piedi uniti. Indossa il kalasìris e circonda il faraone con il braccio destro, appoggiando la mano sul braccio sinistro del sovrano. Questo affettuoso gesto, sta a simboleggiare un'unione coniugale felice.
La notevole finezza con cui vennero intagliati i dettagli, e anche l'attenzione con cui fu eseguita la politura, acquisiscono una sorprendente valenza, considerando che la scultura è in basalto, una delle rocce più dure da scolpire.

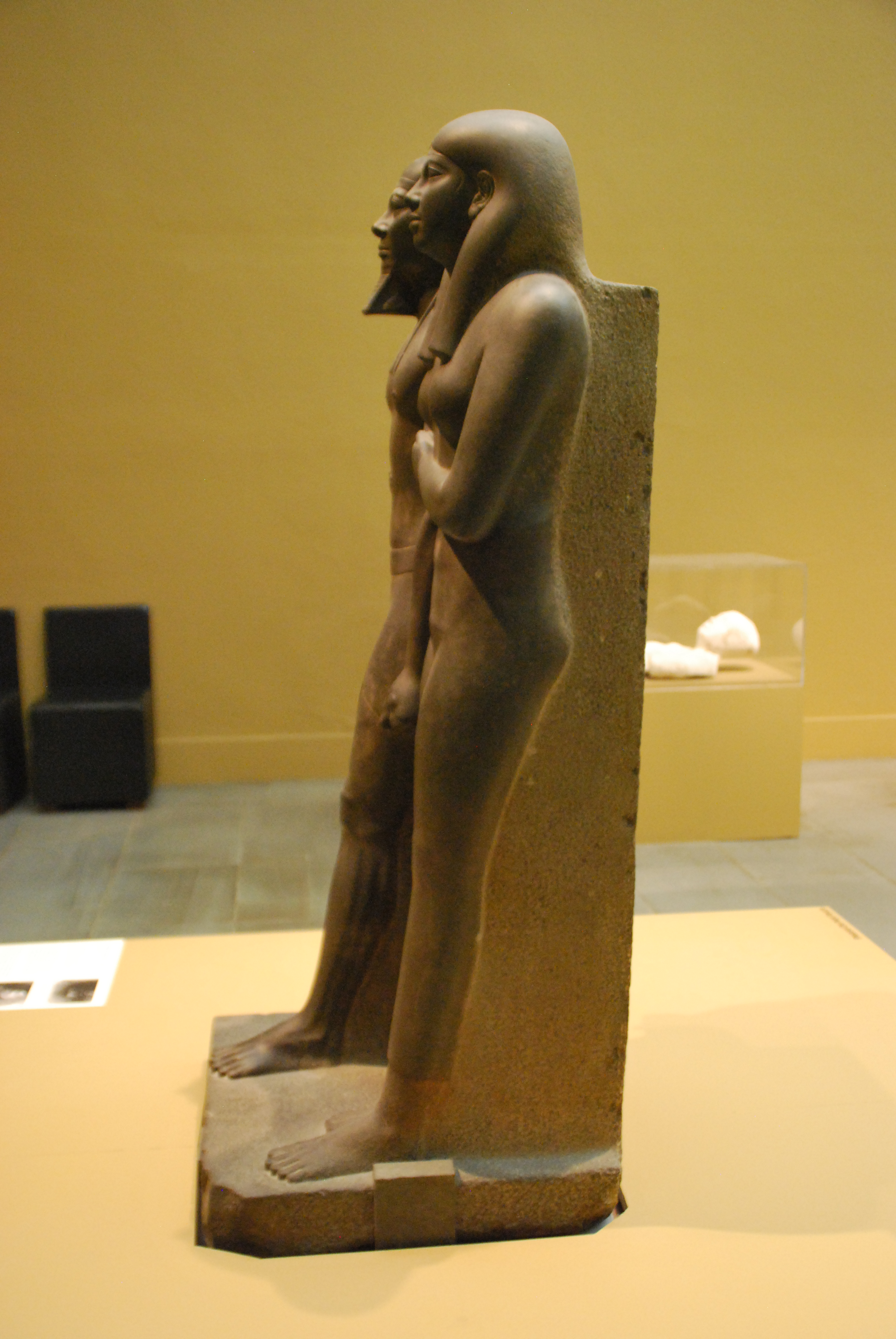
Il retro è grezzamente abbozzato, avvantaggiando la visione frontale
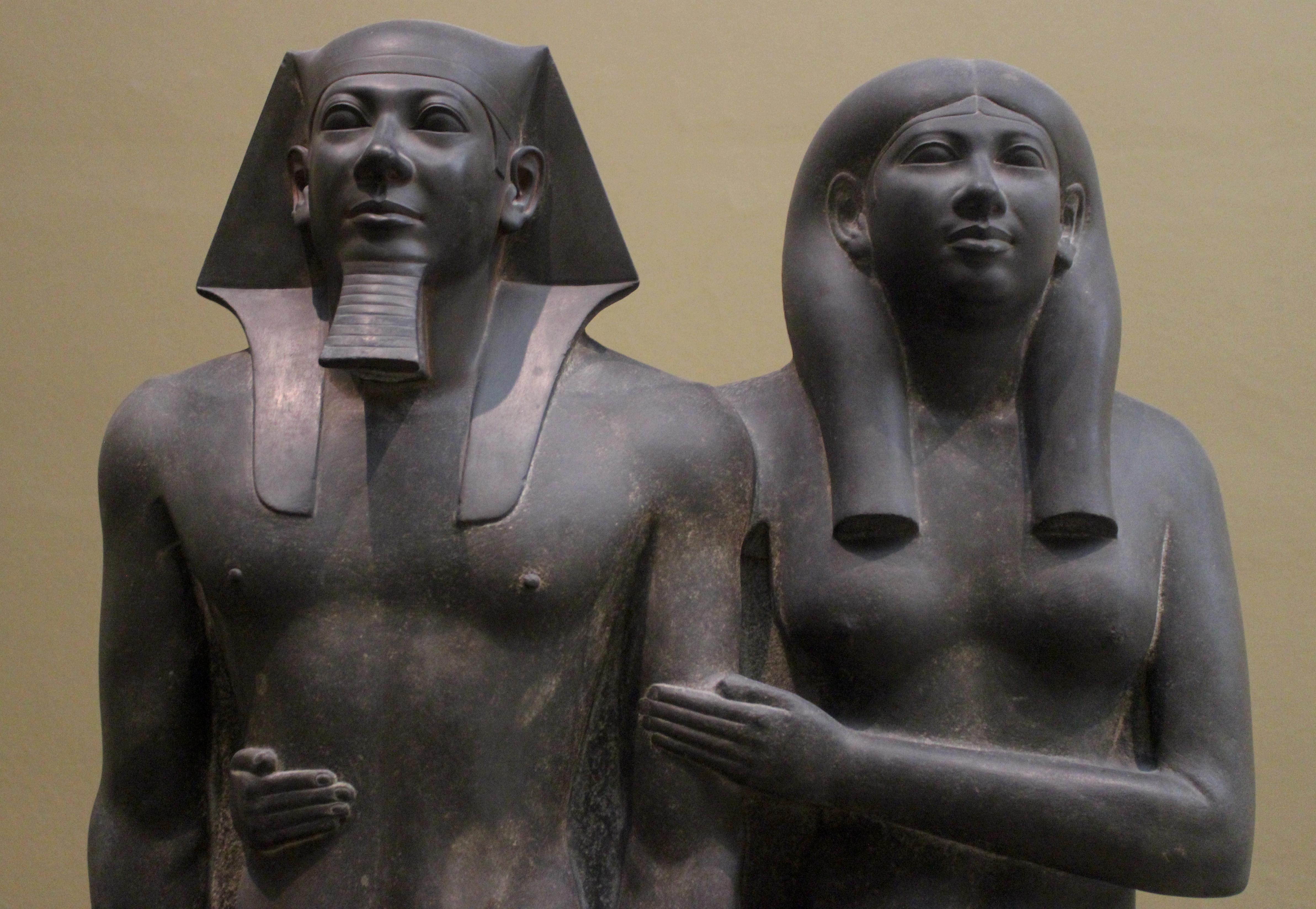
L'abbraccio dei due coniugi
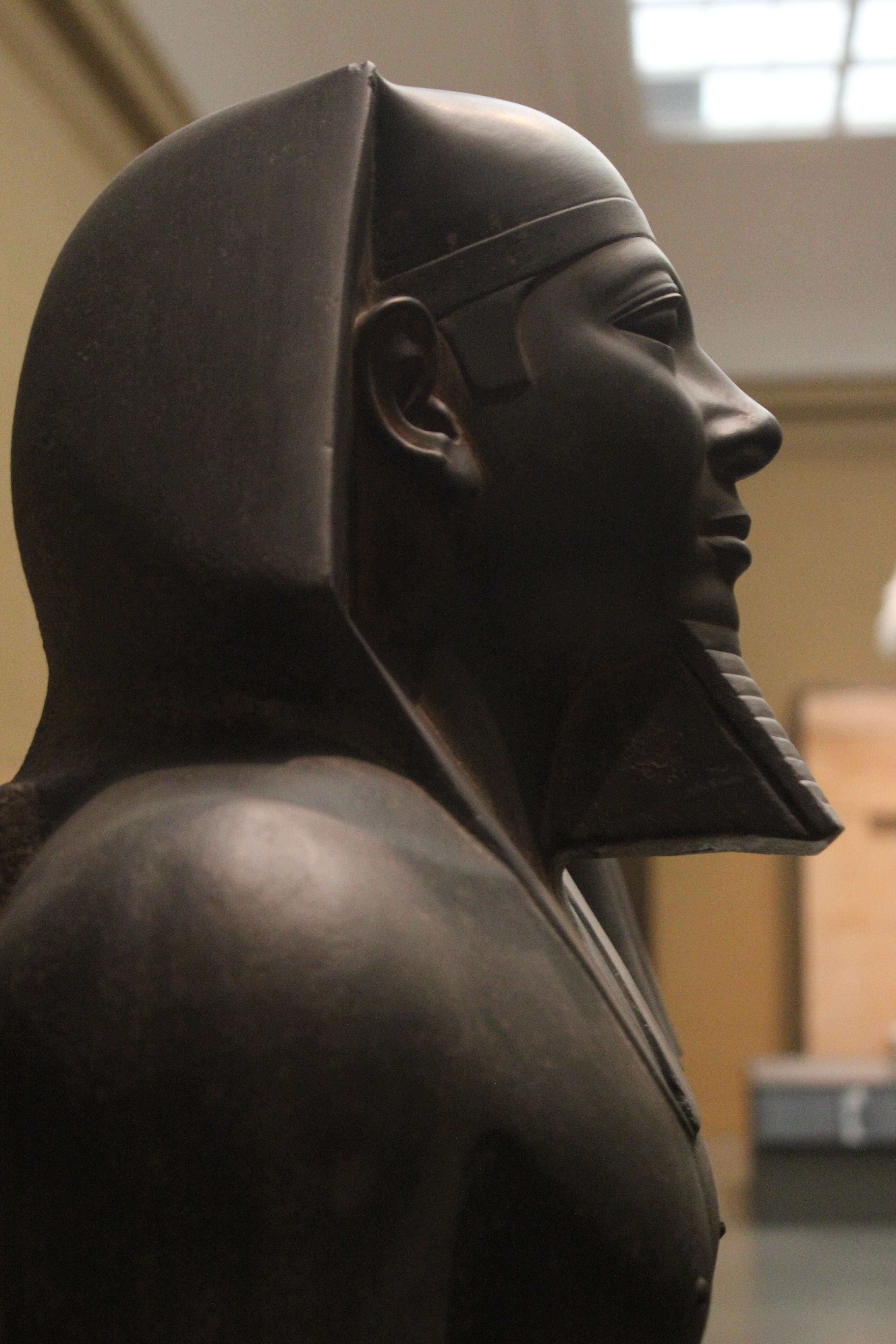
La testa di Micerino vista lateralmente